# Friedrich Ludwig Ernst von Bülow
Friedrich Ludwig Ernst rigsfriherre von Bülow (marts 1738 i Lüneburg – 10. september 1811 i Reinhardtsgrimma ved Dresden) var en dansk diplomat, far til Conrad Christian von Bülow.
Han var søn af landråd i Lüneburg Georg Wilhelm friherre von Bülow til Göddenstädt, som han senere arvede, og Eleonore Charlotte von Grote. I sin tidlige ungdom kom han til det danske hof, blev generaladjudant og staldmester 1768, Ridder af Dannebrog 1769, var 1773 jægermester i Oldenborg og Delmenhorst, blev 1789 udnævnt til gesandt ved hoffet i Portugal, men afgik ikke hertil, blev 1792 gesandt ved det kursachsiske hof, 1793 gehejmeråd, tilbagekaldt 1798. To år senere blev han beskikket til gesandt ved hoffet i Neapel, men da han ytrede ønske om ikke at afgå hertil, blev han atter, 1801, gesandt i Dresden, hvor han døde 10. september 1811. Han var også kammerherre. Og 9. januar 1767–1773 var han Ordførende Logemester i Zorobabel og Frederik til det kronede Haab, hvor han efterfulgte Gregorius von Brügmann.
10. december 1762 havde han i Christiansborg Slotskirke ægtet Anna Sophie komtesse Danneskiold-Laurvig (19. februar 1745 i København - 3. november 1787 i Altona), datter af grev Christian Conrad Danneskiold-Laurvig.